# Elección al Senado de los Estados Unidos en Kentucky de 2022
Las elecciones al Senado de los Estados Unidos de 2022 en Kentucky se llevaron a cabo el 8 de noviembre de 2022 para elegir a un miembro del Senado de los Estados Unidos que represente al estado de Kentucky.
El republicano titular Rand Paul fue elegido por primera vez en 2010 con el 56 % de los votos. Paul se postuló para un tercer mandato. El nominado demócrata es el antiguo congresista estatal Charles Booker. 

## Primaria republicana

### Candidatos

#### Nominado
- Rand Paul, senador de los Estados Unidos por Kentucky (2011-presente).[1][2]

#### Eliminados en primaria[3]
- Arnold Blankenship, jubilado.
- Valerie Frederick.
- Paul V. Hamilton, profesor de economía.
- John Schiess.
- Tami Stanfield, exejecutiva de ventas.

Resultados por condado

### Resultados
| Partido | Partido     | Candidato           | Votos   | %     |
| ------- | ----------- | ------------------- | ------- | ----- |
|         | Republicano | Rand Paul (titular) | 333 051 | 86,4  |
|         | Republicano | Valerie Frederick   | 14 018  | 3,6   |
|         | Republicano | Paul V. Hamilton    | 13 473  | 3,5   |
|         | Republicano | Arnold Blankenship  | 10 092  | 2,6   |
|         | Republicano | Tami Stanfield      | 9 526   | 2,5   |
|         | Republicano | John Schiess        | 5 538   | 1,4   |
| Total   | Total       | Total               | 385 698 | 100,0 |

## Primaria demócrata

### Candidatos

#### Nominado
- Charles Booker, exrepresentante estatal (2019-2021) y candidato al Senado de los Estados Unidos en 2020.[4]

#### Eliminados en primaria
- Ruth Gao, educador y activista.[5]
- Joshua Blanton Sr., veterano.[6]
- John Merrill, químico y veterano.[3]

#### Rechazado
- Rocky Adkins, asesor principal del gobernador Andy Beshear, exlíder de la minoría de la Cámara de Representantes de Kentucky y candidato a gobernador en 2019.[cita requerida]
- Jim Gray, secretario de Transporte de Kentucky, exalcalde de Lexington, candidato al Senado de los Estados Unidos en 2016, y candidato al 6.° distrito congresional de Kentucky en 2018.[7]

Resultados por condado

### Resultados
| Partido | Partido   | Candidato          | Votos   | %     |
| ------- | --------- | ------------------ | ------- | ----- |
|         | Demócrata | Charles Booker     | 214 245 | 73,3  |
|         | Demócrata | Joshua Blanton Sr. | 30 980  | 10,3  |
|         | Demócrata | John Merrill       | 28 931  | 9,9   |
|         | Demócrata | Ruth Gao           | 18 154  | 6,2   |
| Total   | Total     | Total              | 292 310 | 100,0 |